# Scurrula corynitis
Scurrula corynitis är en tvåhjärtbladig växtart som beskrevs av George Don jr. Scurrula corynitis ingår i släktet Scurrula och familjen Loranthaceae. Inga underarter finns listade i Catalogue of Life.